# SC Schwanenstadt
SC Schwanenstadt bet-at-home.com was een Oostenrijkse voetbalclub uit Schwanenstadt in Opper-Oostenrijk.
In 2001 werd de club zevende in de Landesliga (vierde klasse) en promoveerde naar de Regionalliga omdat kampioen LASK Linz Amateure, de tweede ploeg van LASK niet mocht promoveren omdat het dan bij Linz in de reeks zou spelen. De andere clubs die voor Schwanenstadt eindigden wilden niet promoveren. In 2005 werd de club kampioen en promoveerde zo naar de tweede klasse. Nadat de club in het eerste seizoen net de degradatie kon vermijden werd SC vicekampioen achter LASK in 2007. Begin 2008 werd bekend dat de club opgedoekt zou worden wegens financiële problemen. Er werd in mei van dat jaar een nieuwe club opgericht, FC Magna Wiener Neustadt, die echter niet meer in Schwanenstadt speelt.